# Komját Aladár
Komját Aladár (eredeti neve: Korach Aladár) (Kassa, 1891. február 11. – Párizs, 1937. január 3.) magyar költő, újságíró, szerkesztő, jogász. Testvére Korach Mór és Kenyeres Júlia volt.

## Életpályája
Korach Fülöp királyi adótiszt és Singer Berta fia. Iskoláit Letenyén, Fiuméban és Budapesten végezte el. Húszévesen családjával Fiuméba költözött, ahol bírósági tisztviselőként dolgozott. Két évvel később a fővárosi ügyészségre került. 1914-ben a Tudor Akkumulátorgyárban volt bérelszámoló. Az első világháború alatt (1914–1918) az antimilitarista mozgalom, valamint a forradalmi szocialista csoport egyik vezető tagja volt. Először A Tett és a Ma adott helyet verseinek. 1917-ben megjelent a Kiáltás című első verseskötete. 1918-ban kommunista lett, szembefordult Kassák Lajossal; György Mátyás, Lengyel József és Révai József társaságában megjelentette az 1918. Szabadulás című antológiát. 1919-ben Hevesi Gyulával kiadta az Internacionálé című folyóiratot. Tagja volt az írói direktóriumnak. 1920-tól illegalitás, majd emigráció következett. 1921-ben kitoloncolták az országból. Egy évvel később Bécsben Uitz Bélával az Egység című kommunista folyóiratot szerkesztette. 1931-ben Moszkvában megjelent Mindent akarunk, 1937-ben Párizsban, posztumusz, Mozdul a föld című kötete.
Hamvait 1966-ban hozták haza, a Fiumei úti sírkertben nyugszik.

## Művei
- Új költők könyve. György Mátyás, Kassák Lajos, Komját Aladár, Lengyel József lírai antológiája; Ma, Budapest, 1917
- Kiáltás (versek, 1917)
- Új Internationale. Versek; s.n., Budapest, 1919 (Vörös könyvtár)
- Mindent akarunk. Versek; Centrizdát, Moszkva, 1931 (Sarló és Kalapács könyvtára. Szépirodalmi sor)
- Megindul a föld. Versek; Atelier de Paris, Paris, 1937
- Válogatott versek; összeaáll., bev. Keszi Imre; Szikra, Budapest, 1949
- Komját Aladár összegyűjtött művei; összegyűjt., sajtó alá rend., bibliográfia, repertórium, jegyz. Hegedüs Éva, bev. Komját Irén, idegen nyelvű szövegford. Gábor György; Szépirodalmi, Budapest, 1957
- Versek; bev. Méliusz József; Irodalmi, Bukarest, 1962
- Komját Aladár válogatott művei; sajtó alá rend., jegyz. Komját Irén, bev. Király István; Szépirodalmi, Budapest, 1962 (Magyar klasszikusok)
- Két világ mesgyéjén. Válogatott versek; vál., sajtó alá rend., utószó Waldapfel József, ill. Reich Károly; Magyar Helikon, Budapest, 1962
- Életre köszöntő. Válogatott versek; vál., jegyz. Komját Irén; Magyar Helikon, Budapest, 1966